# National Portrait Gallery
National Portrait Gallery este o galerie de artă în Londra, St Martin's Place, care și-a deschis porțile în anul 1856. 
Galeria este destinată portretelor personalităților importante din istoria Marii Britanii adăpostind, pe lângă tablouri, și un număr mare de fotografii, sculpturi, desene și caricaturi. 

## Legături externe
- en  Official web site
- en  The complete illustrated Catalogue Arhivat în 10 decembrie 2006, la Wayback Machine.
- en  National Portrait Gallery: A Visitor's Guide by John Cooper (New edition 2006) Arhivat în 9 decembrie 2006, la Wayback Machine.
- en  To search the collection Arhivat în 19 decembrie 2006, la Wayback Machine.
- en  NPG at Bodelwyddan Castle Arhivat în 5 februarie 2007, la Wayback Machine.